# كيفن إل. إيفانز
كيفن إل. إيفانز (بالفرنسية: Kevin L. Evans)‏ هو مدير تنفيذي موسيقي ‏ فرنسي، ولد في 22 فبراير 1962 في فردان في فرنسا.

## وصلات خارجية
- الموقع الرسمي
- كيفن إل. إيفانز على موقع ميوزك برينز (الإنجليزية)